# Enoláty

Rezonanční struktury enolátového aniontu

Enoláty jsou organické anionty vzniklé deprotonací karbonylových sloučenin. Málokdy je lze izolovat. Většinou se využívají jako reaktanty v organické syntéze.

## Struktura
Enolátové anionty jsou elektronově podobné allylovým aniontům. Záporný náboj je delokalizován na atomu kyslíku a dvou atomech uhlíku a sloučenina se tak částečně chová jako alkoxid a částečně jako karboanion.
Přestože jsou často zobrazovány jako jednoduché soli, tak mají enoláty složité struktury, jež mnohdy vytváří shluky.

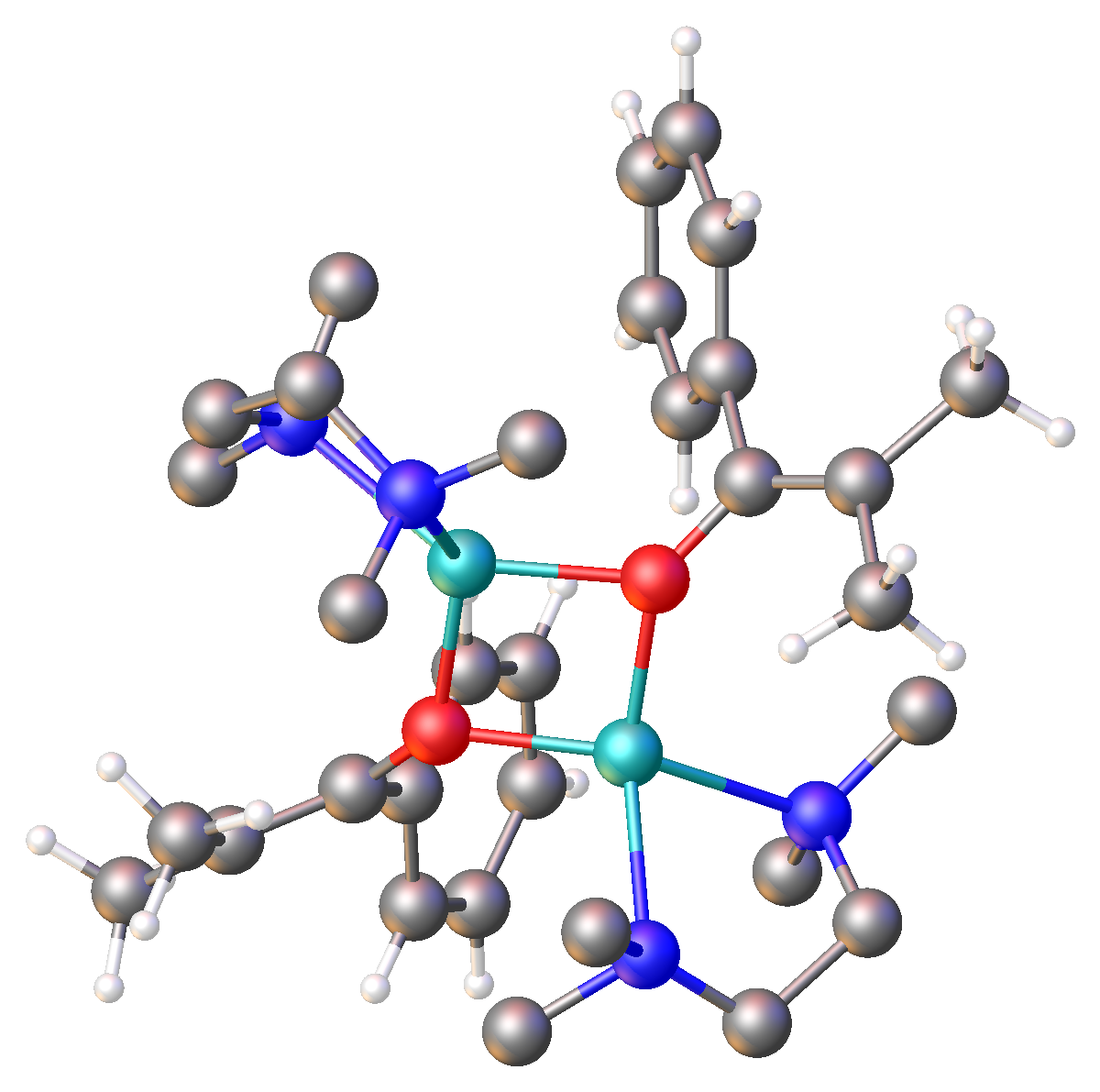
Struktura dimeru lithného enolátu PhC(OLi)=CMe_{2}(tmeda); atomy vodíku u diaminu nejsou znázorněny.

## Příprava
Enoláty lze připravit deprotonací enolizovatelných ketonů, aldehydů a esterů.
Za přítomnosti silných zásad probíhá deprotonace kvantitativně. Nejčastěji se enoláty získávají reakcemi diisopropylamidu lithného (LDA).
Často se enoláty, podobně jako při Claisenových kondenzacích, Mannichových reakcích a aldolových kondenzacích, získávají v nízkých koncentracích s využitím alkoxidů. Za takových podmínek se vyskytují v nízkých koncentracích, i přesto však reagují s elektrofily. Vlastnosti enolátů závisí na mnoha faktorech, největší vliv mají vlastnosti rozpouštědla, přidané látky (například diaminy) a protikationty (což mohou být mimo jiné Li+ nebo Na+). U nesymetrických ketonů byly vytvořeny metody umožňující řídit regiochemii deprotonace.

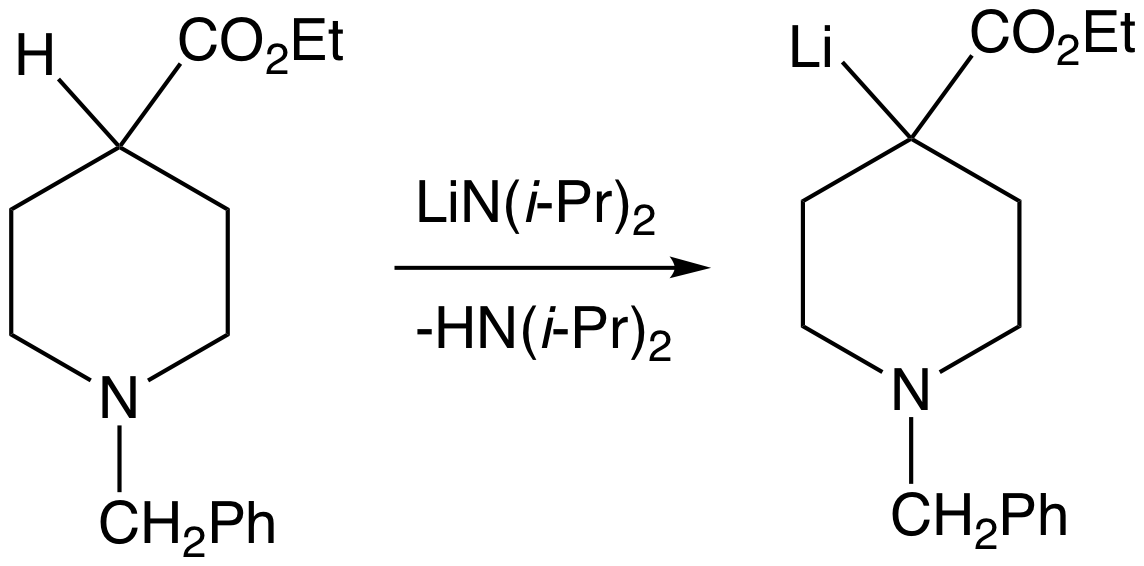
Deprotonace pomocí LDA

Deprotonaci karbonových kyselin lze provést s  kinetickým i termodynamickým řízením. Například fenylaceton může po deprotonaci vytvořit dva různé enoláty. LDA deprotonuje methylovou skupinu, přičemž dochází ke kinetické deprotonaci. K zajištění tvorby kinetického produktu se přidává mírný přebytek (1,1 ekvivalentu) diisopropylamidu lithného a keton se přidá k zásadě při −78 °C. Protože se keton přemění na enolát rychle a kvantitativně a zásada se ve směsi nachází v přebytku, tak keton nemůže poskytovat protony katalyzující tvorbu termodynamického produktu. Slabší zásada, jako je alkoxid, která substrát deprotonuje vratně, vytvoří termodynamicky stabilnější benzylový enolát.
Enoláty lze zachytit s využitím acylace a silylace na kyslíku. Silylenolethery jsou častými reaktanty v organické syntéze, používají se například v Mukaijamových aldolových adicích:

## Reakce
Protože jde o silné nukleofily, tak enoláty snadno reagují s mnoha různými elektrofily. Obvyklými elektrofily zde jsou alkylhalogenidy, aldehydy, ketony a Michaelovy akceptory. Tyto reakce vytvářejí nové vazby C-C a často i nová stereocentra. Stereoselektivitu mohou ovlivnit látky přidané do reakční směsi.

## Azaenoláty
Azaenoláty (nazývané také jako iminové anionty, enamidy, metalované Schiffovy zásady nebo metaloenaminy) jsou dusíkaté analogy enolátů.
Dají se připravit reakcemi iminů se silnými zásadami, jako je například diisopropylamid lithný (LDA); jde o silné nukleofily.
Hlavní výhodou azaenolátů je to, že u nich v zásaditých a neutrálních roztocích neprobíhají samokondenzace (například adolové reakce u aldehydů); místo toho dochází přednostně k  alkylacím na alfa uhlících. Tato vlastnost je způsobena přítomností dvojných vazeb mezi atomy uhlíku a dusíku v iminech, zatímco u aldehydů jde o dvojné vazby uhlík-kyslík. Větší elektronegativita kyslíku oproti dusíku způsobuje odtahování většího množství elektronové hustoty z karbonylového uhlíku, čímž vzniká větší částečný kladný náboj na uhlíku a elektrofilnější uhlík způsobuje u aldehydů snadnější nukleofilní adici na dvojnou vazbu.
Iminy mají méně elektronegativní dusík, který vytváří slabší kladný náboj na uhlíku. Přestože tak stále mohou reagovat s organolithnými sloučeninami, tak nereagují s ostatními nukleofily (jako jsou azaenoláty).
Azaenoláty místo toho reagují podobně jako enoláty, za vzniku SN2 alkylovaných produktů. Prostřednictvím konjugace s volným elektronovým párem dusíku se β uhlík stane nukleofilním, což předurčuje azaenoláty k alkylacím. Mohou reagovat s řadou elektrofilů, jako jsou epoxidy a halogenalkany, za tvorby nových vazeb C-C na β uhlíku.
Níže jsou zobrazeny dvě možné reakce azaenolátů:
Protože mají epoxidy tříčlenný kruh, tak se u nich vyskytuje silné kruhové napětí. I přesto, že mají atomy uhlíku v kruhu jako nejstabilnější tetraedrickou molekulovou geometrii, s úhly 109,5° mezi jednotlivými atomy, tak u epoxidů mají tyto úhly hodnotu 60°, což napětí výrazně navyšuje. Nukleofilní azaenoláty tak snadno reagují s epoxidy a snižují jejich kruhové napětí.
Mimo epoxidů mohou azaenoláty také reagovat s alkylhalogenidy nebo allylhalogenidy za tvorby nových vazeb sigma mezi atomy uhlíku. Tato reakce je důležitou součástí syntézy samčího feromonu u brouka kohoutka černohlavého (Oulema melanopus).